# Abbey Road Studios
Abbey Road Studios són uns estudis d'enregistrament ubicats al Abbey Road (literalment en anglès "carretera de l'abadia") de Londres. Els Beatles hi van enregistrar gairebé la totalitat de la seva discografia, de manera que, per a la caràtula de l'àlbum Abbey Road, van decidir prendre un retrat del grup mentre creuaven el pas de vianants al davant dels estudis, en una de les imatges més emblemàtiques de portades d'àlbums. El grup Pink Floyd hi va enregistrar alguns dels seus discs, incloent l'àlbum històric The Dark Side of the Moon. També Radiohead va usar els estudis per a l'enregistrament de The Bends i l'edició d'OK Computer.
En l'actualitat, es fa servir principalment per a enregistraments de corda amb orquestres com ara les bandes sonores de Star Wars.
Com a curiositat, es pot destacar que en aquest estudi es van enregistrar les seccions de cordes del disc On Every Street de Dire Straits i fins i tot les orquestracions de l'àlbum Voy a pasármelo bien del grup espanyol Hombres G. També Mecano, un dels grups pop més reeixits a la dècada dels 80 a Espanya, va enregistrar diverses cançons en aquest estudi, sobretot els instruments de corda de l'àlbum Aidalai, com ara en els temes Naturaleza Muerta i Tú. El duet suec Roxette va dur-hi a terme, el 15 de novembre de 1995, les seves famoses sessions acústiques en directe dels temes The Look, Listen To Your Heart, You Don't Understand Me i Help!, un tema original de The Beatles, inclosos tots ells en el CD promocional Don't Bore Us-Get To The Chorus! (Roxette's European Promo Tour). El grup peruà de rock garage, Los Fuckin Sombreros, van fer la materialització i els últims arranjaments del que seria el seu últim disc d'estudi, Sha-la-la, editat el 2006.
Durant el mes de febrer de 2010 va saltar a la premsa la notícia que la discogràfica EMI va posar a la venda els estudis a causa dels seus greus problemes financers. Als pocs dies Margarte Hodge, responsable de cultura del govern britànic, va declarar que l'edifici s'havia catalogat com a monument amb l'objectiu d'evitar finalitats immobiliàries especuladores, al·ludint al pelegrinatge que milers de fans realitzen anualment.